# Birgit Donker
Birgit Donker (* 14. Februar 1965 auf Curaçao) ist eine niederländische Journalistin. Sie war von 2006 bis 2010 Chefredakteurin der Tageszeitung NRC Handelsblad und damit die erste Frau an der Spitze einer überregionalen niederländischen Tageszeitung.

## Leben
Donker studierte Geschichte an der Universität von Amsterdam und machte nach dem Abschluss 1989 zunächst ein Praktikum bei ihrer späteren Zeitung. Noch im gleichen Jahr ging sie nach Paris zur École Supérieure de Journalisme und absolvierte an der Sorbonne ein Aufbaustudium. Von 1991 bis 1994 beschäftigte Donker sich im Inlandsressort des NRC Handelsblad mit dem Bildungssektor. 1994–1999 war sie Korrespondentin in Brüssel und wurde anschließend zur stellvertretenden Chefredakteurin berufen. Im September 2006 wurde Donker nach dem Rücktritt von Chefredakteur Folkert Jensma zunächst kommissarisch, im Dezember desselben Jahres schließlich dauerhaft als dessen Nachfolgerin eingesetzt.
Im Vergleich zu den anderen überregionalen Tageszeitungen des Landes hat das NRC Handelsblad nicht ganz so dramatische, aber dennoch spürbare Auflagenverluste seit dem Jahrtausendwechsel hinnehmen müssen. Bei ihrem Antritt kündigte Donker an, den bisherigen Status des NRC Handelsblad als Qualitätszeitung nicht antasten und sich einer Trivialisierung entgegenstellen zu wollen.
Ende April 2010 kündigte Donker zusammen mit dem herausgebenden Direktor von NRC Media, Gert-Jan Oelderik, ihren Rücktritt zum 1. Juli 2010 an. Begründet wurde dieser Schritt mit Meinungsverschiedenheiten innerhalb der Direktion über die Gewährleistung der redaktionellen Unabhängigkeit. Zugleich wurde verkündet, dass Donker auch weiterhin für die Zeitung schreiben werde.